# Dikili Tash
Dikili Tash sau Dikili Taș (în turcă Dikili Taş, în greacă Ντικιλί Τας, transliterat: Dikili Tas sau Δίκελλα / Dikella) este un tell (colină artificială) de așezări preistorice de peste 16 m înălțime situat în câmpia Drama, din estul Macedoniei, la circa 1,5 km est de orașul antic Filippi (astăzi, în Grecia).

Bucraniu ornamental descoperit în 1995 în stratul neolitic târziu de la Dikili Tash

Numele sitului provine din limba turcă și înseamnă „piatră verticală, obelisc”. Echivalentul exact din limba greacă al toponimului este Ορθόπετρα / Orthopetra, cu același înțeles. Acesta se referă la monumentul (o stelă gravată) ridicat în cinstea ofițerului roman C. Vibius Quartus, înmormântat probabil în acest loc de pe marginea drumului Via Egnatia, care trecea chiar pe la poalele colinei.
Tellul este un sit arheologic important pentru perioada neolitică și epoca bronzului (circa. 5000-1200 î.Hr.), cunoscut din secolul al XIX-lea și excavat actualmente, în colaborare, de Școala Franceză din Atena și de Societatea Arheologică din Atena.
Printre descoperirile notabile de aici, se remarcă mai ales construcțiile cu incinte din lemn și argilă din perioada neoliticului târziu. Una dintre acestea era decorată cu un craniu de bou acoperit cu un strat de lut (bucraniu), în aceeași manieră ca în modelul de locuință descoperit în situl arheologic de la Promachonas, pe frontiera greco-bulgară, aparținând aceleiași perioade.